# Felsőkocskóc
Felsőkocskóc (szlovákul Horné Kočkovce) Puhó városrésze, egykor önálló település Szlovákiában, a Trencséni kerületben, a Puhói járásban.

## Fekvése
A városközponttól délkeletre, a Vág bal partján fekszik.

## Története
A falut és plébániáját 1332-ben a pápai tizedjegyzékben említik először. A Lieszkovszky család birtoka, majd Kasza várának tartozéka volt. Temploma 1500 előtt épült. 1598-ban 35 ház állt a községben. 1720-ban 21 adózó háztartása volt. 1784-ben 61 házában 70 családban 385 lakos élt.
A 18. század végén Vályi András így ír róla: „Alsó, és Felső Kocsócz, Kocsovce. Két tót falu Trentsén Várm. földes Urai G. Illésházy, és több Uraságok, lakosai katolikusok; fekszik eggyik Vág vize mellett a’ másik pedig Beczkóhoz fél mértföldnyire, határbéli földgyeik termékenyek, réttyeik, tágas mezejek, és fájok van, piatzozások is közel.”
1828-ban 67 háza és 564 lakosa volt.
Fényes Elek 1851-ben kiadott geográfiai szótárában így ír a faluról: „Felső-Kocskocz, Trencsén m. tót f., a Vágh mellett: 519 kath. 8 zsidó lak. Kat. paroch. templom. Urai mind a kettőnek többen. Ut. post. Trencsén.”
1880-ban Motesiczky Károly volt a kegyura. Lakói régen fausztatással, fafaragással, faárukészítéssel foglalkoztak, melyeket főként a Vág mentén, valamint a puhói és a bellusi vásárban árultak. A puhói sóraktárból Morvaországba sót szállítottak. 1910-ben 779 szlovák és 33 magyar anyanyelvű lakosa volt. A trianoni békéig Trencsén vármegye Puhói járásához tartozott.
1926-ban csatolták Puhóhoz.

## Nevezetességei
- A Mindenszentek tiszteletére szentelt római katolikus temploma 1771-ben épült a korábbi templom alapjain.

## Neves személyek
- Itt született 1875-ben Pavol Berkeš író, plébános.
- Itt született 1895-ben Faragó Ede magyar népművelő, cserkészvezető, országgyűlési képviselő.
- Itt született 1905-ben Brogyányi Kálmán kritikus, művészettörténész, publicista.
- Itt szolgált Emmanuel József (1804-1890) katolikus esperes, plébános.
- Itt volt plébános és itt hunyt el 1898. szeptember 3-án Balogh Ágost Flórián teológus, egyházi és kertészeti író.

## Külső hivatkozások
- Felsőkocskóc Szlovákia térképén

## Lásd még
- Puhó
- Bélagyertyános
- Bezdédfalva
- Hadas
- Igricke
- Vágormos